# Trimethylpyrazin
Trimethylpyrazin ist eine chemische Verbindung aus der Gruppe der Pyrazine, die natürlich in einigen Insekten vorkommt und ein Aromastoff in gerösteten Lebensmitteln ist.

## Vorkommen und Entstehung

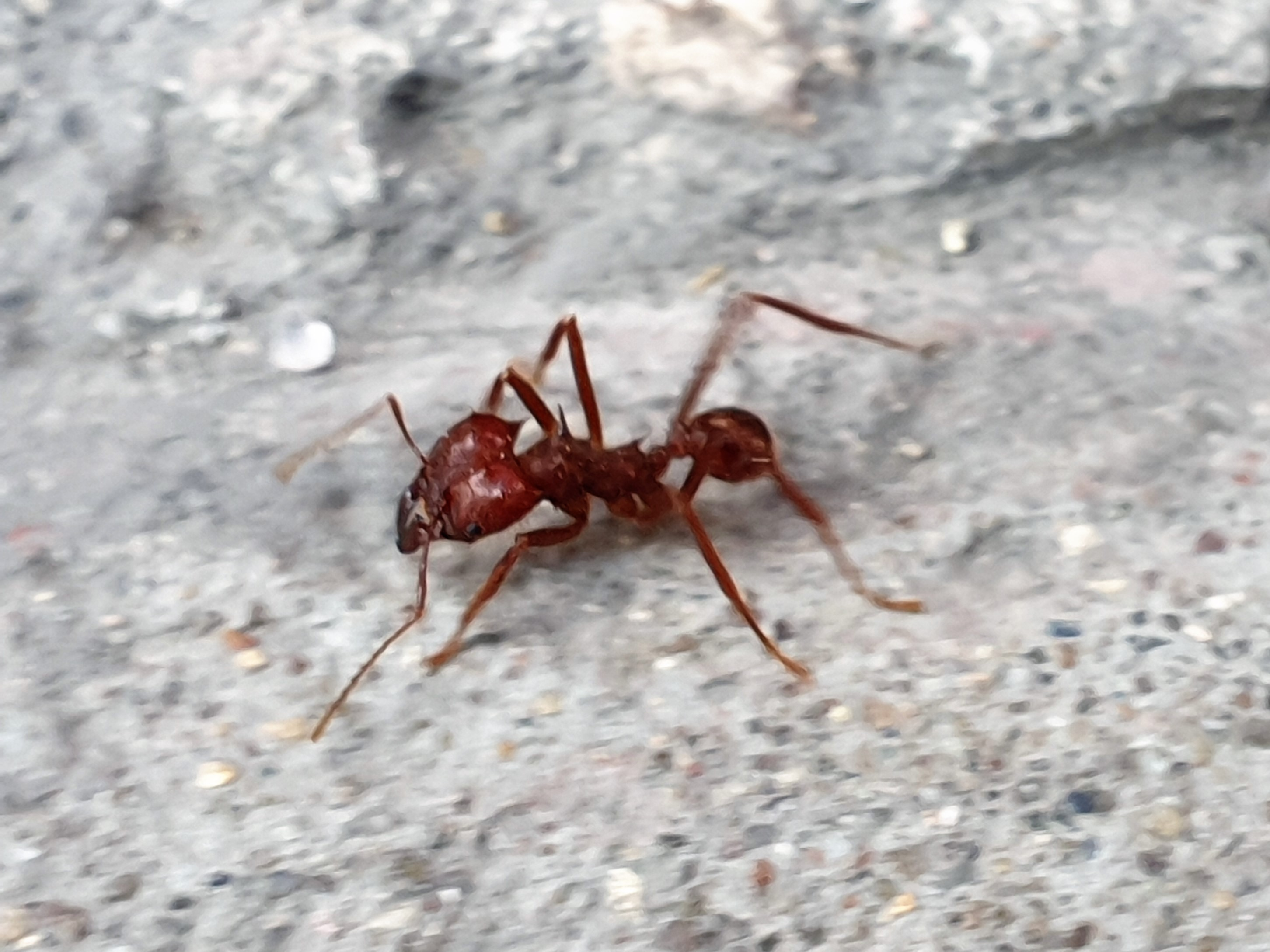
Das Pheromon der Pogonomyrmex barbatus enthält Trimethylpyrazin

Pheromone von Arbeiterinnen von Ameisenarten der Gattung Pogonomyrmex enthalten Trimethylpyrazin. Es ist auch im Pheromon der Melonenfliege Bactrocera cucurbitae aus der Familie der Bohrfliegen enthalten. Daneben kommt es im Gift der Ameisenart Pachycondyla sennaarensis vor. Neben den Vorkommen in Tieren kommt es auch im Spanischen Pfeffer vor.
Trimethylpyrazin ist ein Produkt der Maillard-Reaktion und ist eine wichtige Komponente im Aroma von Kaffee. Daneben kommt es in Popcorn und gerösteten Erdnüssen, sowie Gerstentee vor. Bei der Maillard-Reaktion sind Butandion, Methylglyoxal und Formaldehyd die Vorläufer von Trimethylpyrazin. Es spielt auch eine Rolle im Aroma von Wein.

## Gewinnung
Trimethylpyrazin kann durch Pyrolyse von Chitin gewonnen werden.

## Eigenschaften
Trimethylpyrazin hat einen intensiven Geruch nach gerösteten Nüssen und eine geringe Geruchsschwelle (38 ppb). Die Einnahme von Trimethylpyrazin führt zu einem erhöhten Blutfluss.

## Verwendung
Trimethylpyrazin ist in der EU unter der FL-Nummer 14.019 als Aromastoff für Lebensmittel allgemein zugelassen.

## Metabolismus
Trimethylpyrazin, das über Lebensmittel (z. B. Kaffee) eingenommen wird, wird hauptsächlich zu drei isomeren Verbindungen umgesetzt, bei denen eine der drei Methylgruppen zur Carbonsäure oxidiert ist. In kleineren Mengen kommen Verbindungen vor, bei denen einer der drei Methylgruppen zum Alkohol oxidiert sind. Diese Alkohole treten auch verestert mit Schwefelsäure oder Glucuronsäure auf.